# Gull Island
Gull Island ist eine kleine unbewohnte Insel der Fox Islands, die zu den Aleuten gehören. Das Eiland liegt in einer Bucht von Unalaska.